# Гарота

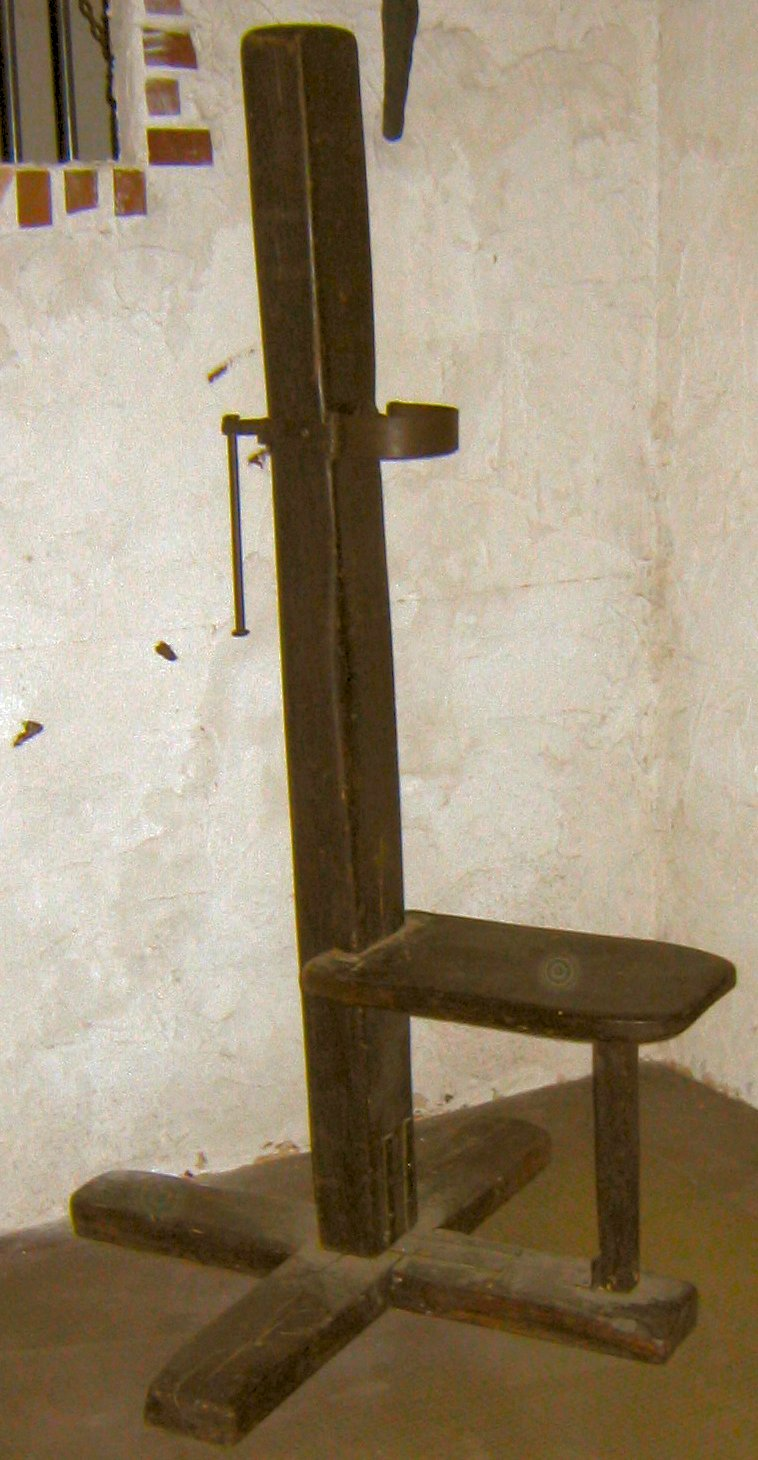
Гарота в музеї тортур

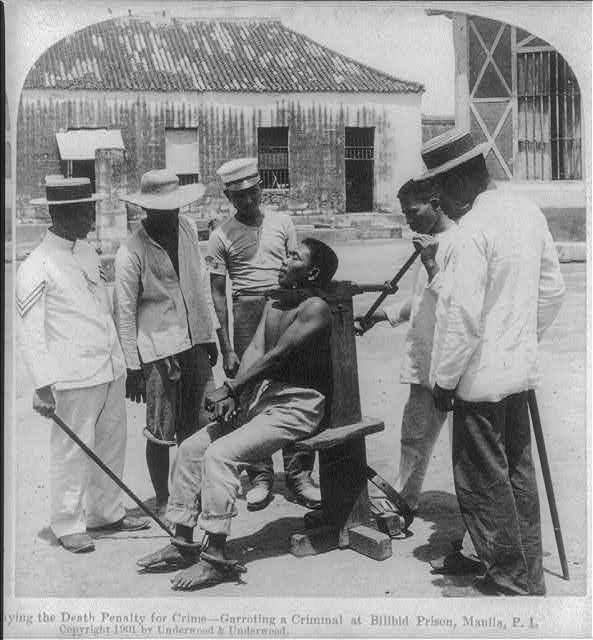
Страта гаротою на Філіппінах

Гарота (ісп. garrote, dar garrote — закручування, затягування; страчувати) — знаряддя страти та тортур.

## Історія
Вперше про гароту (або її подібність) згадується в стародавньому Китаї — так звана «тятива лука» (bow-string), коли засудженого прив'язували до стовпа, в якому було просвердлено два отвори, крізь них пропускали мотузку, зашморгнуту навколо шиї засудженого. Кінці мотузки прив'язували до зігнутого могутнього лука, відпускали його і таким чином затягували зашморг навколо шиї засудженого, поки той не вмирав.
В Іспанії гарота була введена указом Фердинанда II, щоб замінити існуючі до того жорстокі способи повішення. Вважається, що гарота була «благородною» формою страти і їй піддавали виключно дворян. Так страчено знаменитих Хосе, героя «Кармен», і касика Атавальпу, повелителя інків.
Останню офіційно зареєстровану страту із застосуванням гароти виконано 1975 року.

## Різновиди
Спочатку зашморг (душіння) був просто синонімом повішення. Проте вже в Середньовіччі кати почали удосконалювати мотузяний зашморг, поки не отримали інструмент, що став таким поширеним в ці століття. Європейські кати спочатку використовували гароту, щоб припинити страждання людей, зламаних на колесі, але до XVIII століття в голови європейських законників прийшла думка використовувати повільне душіння як самостійну страту.
Спочатку гарота була простим стовпом з просвердленим в нім скрізним отвором. Засудженого прив'язували до стовпа стоячи, або саджали на стілець перед стовпом, мотузкою обвивали його (або її) шию. Кінці мотузки пропускали крізь отвір в стовпі. Кат брав в руки обидва кінці і, затягуючи петлю, поволі душив жертву.
Пізніше засудженого стали саджати на вузьку лавку, прикріплену до стовпа, а кат став використовувати палицю, протягнуту крізь мотузок. Крутивши її, він затягував петлю, що здавлювала шию засудженого. Ця форма душіння розвинулася в залізний нашийник, що складався із смуги, протягнутої у вушка, закріплені на стовпі і фіксованою на могутньому болті, встановленому позаду стовпа. При закручуванні гвинт тягнув назад кінці нашийника, затягуючи його і поволі душив засудженого. Ця форма страти була боліснішою і тривалішою (до 10 хвилин), аніж повішення.
У більшості країн поступово з'являлися удосконалення гароти, щоб зробити цю страту менш болісною. Наступною формою гароти став дерев'яний стілець, на який саджали засудженого із зв'язаними за спиною руками. Пізніше цей стілець зробили ще масивнішим, додавши до нього кільця, до яких прив'язувалися мотузки, що фіксували зап'ястя, передпліччя, талію і ноги смертника. Позаду стільця знаходився дерев'яний стовп, на якому був закріплені нашийник, що фіксував шию злочинця і могутній болт, що повертався за допомогою поперечної рукоятки. Болт закінчувався гострою шпилькою або невеликою бритвою у вигляді зірки. Коли кат затягував гвинт, вістря встромлювалося в шию засудженого, ламало хребет і входило в спинний мозок. Таким чином, смерть прискорювалася і засуджений не зазнавав страждань повільної асфіксії.
У деяких моделях використовувалися два нашийники, один з них був прикріплений до рухомого болта, а другий нерухомо встановлений на стовпі. Коли всі приготування до страти були виконані, кат починав обертати гвинт, внаслідок чого один нашийник починав тягнути шию засудженого, нерухомо утримувану другим нашийником. Це зміщувало шийні хребці і викликало негайну втрату свідомості і швидку смерть (як при сучасному повішенні шляхом довгого падіння).
Механізм смерті при душінні схожий з таким при повішенні. Також як і при ньому відзначається сильне сексуальне збудження, що виявляється в ерекції і сім'явипорскуванні у чоловіків і виділенні вагінального секрету у жінок. Причина цього лежить в подразненні браком кисню екстрапірамідних центрів головного мозку, відповідальних за цю функцію.